# Genesis (Grimes)
Genesis è un singolo della musicista canadese Grimes, pubblicato il 9 gennaio 2012 come primo estratto dal terzo album in studio Visions.

## Video musicale
Il videoclip della canzone è stato reso disponibile il 28 agosto 2012.

## Tracce
1. Genesis – 4:15
2. Oblivion – 4:12

## Classifiche
| Classifica (2012)   | Posizione massima |
| ------------------- | ----------------- |
| Messico             | 44                |
| Regno Unito (indie) | 37                |